# 말콤 아놀드
말콤 헨리 아놀드 경(Sir Malcolm Henry Arnold CBE, 1921년 10월 21일 ~ 2006년 9월 23일)은 영국의 작곡가이다. 그가 작곡한 것으로는 열두 개의 교향곡(번호를 붙인 9개를 비롯해 장난감 교향곡, 현악 교향곡, 관악 교향곡도 포함)을 비롯해 수많은 관현악곡, 관악합주곡, 협주곡, 실내악, 피아노곡, 가곡, 합창곡 등이 있다. 그의 스타일은 음조적이고 활기찬 리듬, 화려한 오케스트라 및 선율을 좋아한다. 그는 로열 발레단에서 특별히 의뢰한 5개의 발레와 2개의 오페라와 뮤지컬로 극장을 위해 광범위하게 글을 썼다. 그는 또한 오스카상을 수상한 콰이강의 다리 (1957)를 포함하여 100편이 넘는 영화음악을 작곡했다.
아놀드는 상대적으로 보수적인 음조 작곡가였지만 다작하고 대중적인 작곡가였다. 그는 베를리오즈를 말러, 버르토크 및 재즈와 함께 영향으로 인정했다. 몇몇 주석가들은 시벨리우스와 비교했다. 가장 중요한 작품은 때때로 그의 9개의 교향곡으로 간주된다. 그는 또한 줄리언 브림을 위한 기타를 위한 1곡, 줄리언 로이드 웨버를 위한 첼로를 위한 1곡 등 다수의 협주곡을 작곡했다.